# البومة والعندليب

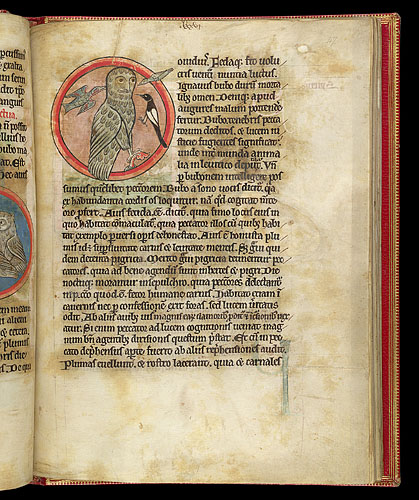

البومة والعندليب من أشهر قصائد الأدب الإنجليزي الوسيط، كتبت في بداية القرن 13 وتنسب إلى المسمى نيكولاس، من جيلدفورد، وهي عبارة عن مناظرة بين البومة والعندليب يحاول كل منهما أن يبرز للآخر في ذكر محاسنه ترمز إلى الجدل بين مدرسة الشعر التعليمي القديمة، والمدرسة الجديدة التي تنادي بشعر الحب وتمجيد الحياة الدنيا، من أبدع النماذج للشعر الإنجليزي في العصور الوسطى.